# 小阪部川ダム
小阪部川ダム（おさかべがわダム）は、岡山県新見市にある高梁川水系の小阪部川（小坂部川）に建設されたダムである。

## 概要
農林省中国四国農政局が建設した農林水産省直轄ダムで、現在は農林水産省の委託を受け高梁川用水土地改良区（水土里ネット高梁川用水）が管理する重力式コンクリートダムである。1939年に発生した高梁川流域の大干ばつを機に、県営事業として1942年に着工されたが戦局悪化や資材不足のため工事は中断し、戦後国営事業に移管して1955年に完成した。
岡山県南部の倉敷市、岡山市、総社市、都窪郡早島町への灌漑用水供給が目的であるが、後に水力発電設備が設置され、また上水道供給も行っている多目的ダムである。
ダムによって形成された人造湖は美穀湖（みよしこ）と命名された。これはダム所在地の新見市唐松が建設当時阿哲郡美穀村であったことと、農業用水補給用のダムであることから美味しい穀物が取れるようにとの願いを込めたものである。

## 歴史
- 1940年（昭和15年） 小阪部川ダム建設の基本方針決定。
- 1941年（昭和16年）10月 県営小阪部川用水改良事業着手。
- 1942年（昭和17年）10月 ダム建設工事着手。
- 1948年（昭和23年）8月18日 事業を国営移管し、国営小阪部川農業水利事業となる。
- 1954年（昭和29年）6月1日 町村合併によりダム所在地が新見市になる。
- 1954年（昭和29年）11月23日 ダム貯水式。
- 1955年（昭和30年）10月13日 ダム竣工式。「美穀湖」の命名披露。
- 1957年（昭和32年）3月31日 ダム管理を農林省から高梁川用水土地改良区に委託。
- 1962年（昭和37年）2月23日 小阪部発電所が運転開始。
- 1962年（昭和37年）4月 小阪部調整池発電所が運転開始。

## 発電所
1962年に中国電力が管理する小阪部発電所が小阪部川ダムに、小阪部調整池発電所が下流の小阪部川調整池にそれぞれ設置された。